# Yunghachim
Yunghachim est une localité du Cameroun située dans la commune de Fonfuka et le département du Boyo.

## Population
Lors du recensement de 2005, on a dénombré 547 habitants.

## Système éducatif
Selon le rapport de Fonfuka Council Development Plan (CDP), le village de Yunghachim comprend une école primaire, nommée G.S Yunghachum, avec 246 élèves et 6 enseignants.

## Accès à l’eau
Il n’y a pas d’accès à l’eau potable à Yunghachim. Seulement trois des villages de l’arrondissement de Fonfuka ont accès à l’eau potable : Buabua, Fonfuka et Konene.

## Accès à l’électricité
Yunghachim n’a pas accès à l’électricité. Les villageois utilisent des générateurs, des lampes à pétrole, des lampes rechargeables ou du bois.